# سیارک ۹۵۴۲
سیارک ۹۵۴۲ (به انگلیسی: 9542 Eryan، نامگذاری:1983TU1) نه هزار و پانصد و چهل و دومین سیارک کشف شده‌است که در ۱۲ اکتبر ۱۹۸۳ کشف شد.
قدر مطلق سیارک برابر ۱۳٫۲۰ است.